# Lisa Carrington
Lisa Carrington (n. 23 iunie 1989, Tauranga⁠(d), Noua Zeelandă) este o caiacistă neozeelandeză, medaliată olimpică. A participat la 4 ediții ale Jocurilor Olimpice (2012, 2016, 2020, 2024) în care a câștigat două medalii de aur.